# 18. Primetime Emmy-gála
A 18. Primetime Emmy-gála során az 1965 és 1966 között főműsoridőben bemutatott, amerikai televíziós programokat értékelték. A jelölteket az Academy of Television Arts & Sciences választotta ki. A Los Angeles-i Hollywood Palladiumban tartott ceremóniát a CBS közvetítette 1966. május 22-én. A műsor házigazdái Danny Kaye és Bill Cosby voltak.

## Győztesek és jelöltek
A nyertesek félkövérrel jelölve.

### Műsorok
| Legjobb vígjátéksorozat | Legjobb drámasorozat |
| --- | --- |
| - The Dick Van Dyke Show (CBS) - Batman (ABC) - Bewitched (ABC) - A balfácán (NBC) - Hogan's Heroes (CBS) | - The Fugitive (ABC) - Bonanza (NBC) - I Spy (NBC) - The Man from U.N.C.L.E. (NBC) - Slattery's People (CBS) |
| Legjobb varietésorozat | Legjobb zenés műsor |
| - The Andy Williams Show (NBC) - The Danny Kaye Show (CBS) - The Hollywood Palace (ABC) - The Red Skelton Show (CBS) - The Tonight Show Starring Johnny Carson (NBC)                                                                     | - Frank Sinatra: A Man and His Music (NBC) - The Bell Telephone Hour (NBC) - The Bolshoi Ballet (szindikált sugárzás) - Color Me Barbra (CBS) - New York Philharmonic Young People's Concerts with Leonard Bernstein (CBS)            |
| Legjobb verieté különkiadás | Legjobb gyerekműsor |
| - Chrysler Presents The Bob Hope Christmas Special (NBC) - An Evening with Carol Channing (CBS) - Jimmy Durante Meets the Lively Arts (ABC) - The Julie Andrews Show (NBC) - The Swinging World of Sammy Davis Jr. (szindikált sugárzás) | - Snoopy karácsonya (CBS) - Captain Kangaroo (CBS) - Discovery (ABC) - NBC Children's Theatre (Epizód: "The World of Stuart Little") (NBC) - Walt Disney's Wonderful World of Color (Epizód: "Further Adventures of Gallagher") (NBC) |
| Legjobb napi műsor | Az év műsora |
| - Camera Three (CBS) - Mutual of Omaha's Wild Kingdom (NBC) - Today (NBC) | - The Ages of Man (CBS) - Hallmark Hall of Fame (Epizód: "Eagle in a Cage") (NBC) - Hallmark Hall of Fame (Epizód: "Inherit the Wind") (NBC) - Slattery's People (Epizód: "Rally 'Round Your Own Flag, Mister") (CBS)                 |

### Színészek

#### Főszereplők
| Legjobb férfi főszereplő (vígjátéksorozat) | Legjobb női főszereplő (vígjátéksorozat) |
| --- | --- |
| - Dick Van Dyke (Rob Petrie) - The Dick Van Dyke Show (CBS) - Don Adams (Maxwell Smart) - A balfácán (NBC) - Bob Crane (Robert E. Hogan) - Hogan's Heroes (CBS) | - Mary Tyler Moore (Laura Petrie) - The Dick Van Dyke Show (CBS) - Lucille Ball (Lucy Carmichael) - The Lucy Show (CBS) - Elizabeth Montgomery (Samantha Stephens) - Bewitched (ABC) |
| Legjobb férfi főszereplő (drámasorozat) | Legjobb női főszereplő (drámasorozat) |
| - Bill Cosby (Alexander Scott) - I Spy (NBC) - Richard Crenna (James Slattery) - Slattery's People (CBS) - Robert Culp (Kelly Robinson) - I Spy (NBC) - David Janssen (Dr. Richard Kimble) - The Fugitive (ABC) - David McCallum (Illya Kuryakin) - The Man from U.N.C.L.E. (NBC) | - Barbara Stanwyck (Victoria Barkley) - The Big Valley (ABC) - Anne Francis (Honey West) - Honey West (ABC) - Barbara Parkins (Betty Anderson Cord) - Peyton Place (ABC)             |

#### Mellékszereplők
| Legjobb férfi mellékszereplő (vígjátéksorozat) | Legjobb női mellékszereplő (vígjátéksorozat) |
| --- | --- |
| - Don Knotts (Barney Fife) - The Andy Griffith Show (CBS) (Epizód: "The Return of Barney Fife") - Morey Amsterdam (Buddy Sorrell) - The Dick Van Dyke Show (CBS) - Frank Gorshin (Rébusz) - Batman (ABC) (Epizód: "Hi Diddle Riddle") - Werner Klemperer (Wilhelm Klink) - Hogan's Heroes (CBS) | - Alice Pearce (Gladys Kravitz) - Bewitched (ABC) - Rose Marie (Sally Rogers) - The Dick Van Dyke Show (CBS) - Agnes Moorehead (Endora) - Bewitched (ABC) |
| Legjobb férfi mellékszereplő (drámasorozat) | Legjobb női mellékszereplő (drámasorozat) |
| - James Daly (Dr. O'Meara) - Hallmark Hall of Fame (NBC) (Epizód: "Eagle in a Cage") - David Burns (The Great McGonigle) - The Trials of O'Brien (CBS) - Leo G. Carroll (Alexander Waverly) - The Man from U.N.C.L.E. (NBC)                                                                     | - Lee Grant (Stella Chernak) - Peyton Place (ABC) - Diane Baker (Rachel Brown) - Hallmark Hall of Fame (NBC) (Epizód: "Inherit the Wind") - Pamela Franklin (Betsy Balcombe) - Hallmark Hall of Fame (NBC) (Epizód: "Eagle in a Cage") - Jeanette Nolan (Helen Robinson) - I Spy (NBC) (Epizód: "The Conquest of Maude Murdock") |

#### Egyedülálló alakítások
| Legjobb egyedülálló alakítást nyújtó színész | Legjobb egyedülálló alakítást nyújtó színésznő |
| --- | --- |
| - Cliff Robertson (Quincey Parke) - Bob Hope Presents the Chrysler Theatre (NBC) (Epizód: "The Game") - Ed Begley (Matthew Harrison Brady) - Hallmark Hall of Fame (NBC) (Epizód: "Inherit the Wind") - Melvyn Douglas (Henry Drummond) - Hallmark Hall of Fame (NBC) (Epizód: "Inherit the Wind") - Trevor Howard (Napóleon) - Hallmark Hall of Fame (NBC) (Epizód: "Eagle in a Cage") - Christopher Plummer (Hamlet) - Hamlet at Elsinore (szindikált sugárzás) | - Simone Signoret (Sara Lescault) - Bob Hope Presents the Chrysler Theatre (NBC) (Epizód: "A Small Rebellion") - Eartha Kitt (Angel) - I Spy (NBC) (Epizód: "The Loser") - Margaret Leighton (Chris Becker) - Dr. Kildare (NBC) (Epizód: "A Life for a Life") - Shelley Winters (Edith) - Bob Hope Presents the Chrysler Theatre (NBC) (Epizód: "Back to Back") |

### Rendezők
| Legjobb rendező (vígjátéksorozat) | Legjobb rendező (drámasorozat) |
| --- | --- |
| - Bewitched (ABC) – William Asher - The Dick Van Dyke Show (CBS) – Jerry Paris - A balfácán (NBC) (Epizód: "Diplomat's Daughter") – Paul Bogart                                                                                                 | - Bob Hope Presents the Chrysler Theatre (NBC) (Epizód: "The Game") – Sydney Pollack - Hallmark Hall of Fame (NBC) (Epizód: "Eagle in a Cage") – George Schaefer - Hallmark Hall of Fame (NBC) (Epizód: "Inherit the Wind") – George Schaefer - I Spy (NBC) – Sheldon Leonard |
| Legjobb rendező (varietésorozat vagy különkiadás) | |
| - The Julie Andrews Show (NBC) – Alan Handley - The Andy Williams Show (NBC) – Bob Henry - Color Me Barbra (CBS) – Dwight Hemion - The Dean Martin Comedy Hour (NBC) – Greg Garrison - Frank Sinatra: A Man and His Music (NBC) – Dwight Hemion | |

### Forgatókönyvírók
| Legjobb forgatókönyv (vígjátéksorozat) | Legjobb forgatókönyv (drámasorozat) |
| --- | --- |
| - The Dick Van Dyke Show (CBS) (Epizód: "Coast to Coast Big Mouth") – Bill Persky, Sam Denoff - The Dick Van Dyke Show (CBS) (Epizód: "The Ugliest Dog in the World") – Bill Persky, Sam Denoff - A balfácán (NBC) (Epizód: "Professzor az üveg alatt") – Mel Brooks, Buck Henry                               | - Hallmark Hall of Fame (NBC) (Epizód: "Eagle in a Cage") – Millard Lampell - Bob Hope Presents the Chrysler Theatre (NBC) (Epizód: "The Game") – S. Lee Pogostin - I Spy (NBC) (Epizód: "A Cup of Kindness") – Morton S. Fine, David Friedkin |
| Legjobb forgatókönyv (varietésorozat vagy különkiadás) | |
| - An Evening with Carol Channing (CBS) – Al Gordon, Hal Goldman, Sheldon Keller - The Danny Kaye Show (CBS) – Ernest Chambers, Pat McCormick, Ron Friedman, Larry Tucker, Paul Mazursky, Billy Barnes, Bernard Rothman, Norman Barasch, Carroll Moore - The Julie Andrews Show (CBS) – Bill Persky, Sam Denoff | |

## Fordítás
- Ez a szócikk részben vagy egészben  a(z)   18th Primetime Emmy Awards című angol Wikipédia-szócikk fordításán alapul.  Az eredeti cikk szerkesztőit annak laptörténete sorolja fel. Ez a jelzés csupán a megfogalmazás eredetét és a szerzői jogokat jelzi, nem szolgál a cikkben szereplő információk forrásmegjelöléseként.